# Ṳ
Cette page contient des caractères spéciaux ou non latins. S’ils s’affichent mal (▯, ?, etc.), consultez la page d’aide Unicode.
Ṳ, ou U tréma souscrit, est un graphème et une lettre additionnelle de l’alphabet latin utilisée dans l’écriture du kayah, du minbei, du mindong et du puxian, ainsi que dans l’alphabet scientifique des langues du Gabon (ASG) de 1989. Elle est formée de la lettre U diacritée d’un tréma souscrit. Dans l’ASG, elle représente une voyelle fermée antérieure arrondie /y/, et sa semi-voyelle équivalente est représentée avec la lettre ‹ w̤ ›. Depuis 1999, l’Orthographe des langues du Gabon destiné à l’enseignement, utilise le u souligné ‹ u̲ › à sa place.

## Représentations informatiques
Le U tréma souscrit peut être représenté avec les caractères Unicode suivants :
- précomposé (latin additionnel)[1] :

| formes    | représentations | chaînes de caractères | points de code | descriptions                             |
| --------- | --------------- | --------------------- | -------------- | ---------------------------------------- |
| capitale  | Ṳ               | Ṳ                     | U+1E72         | lettre majuscule latine u tréma souscrit |
| minuscule | ṳ               | ṳ                     | U+1E73         | lettre minuscule latine u tréma souscrit |

- décomposé (latin de base, diacritiques) :

| formes    | représentations | chaînes de caractères | points de code | descriptions                                         |
| --------- | --------------- | --------------------- | -------------- | ---------------------------------------------------- |
| capitale  | Ṳ               | U◌̤                    | U+0055 U+0324  | lettre majuscule latine u diacritique tréma souscrit |
| minuscule | ṳ               | u◌̤                    | U+0075 U+0324  | lettre minuscule latine u diacritique tréma souscrit |